# Kawashima Nobuyuki
Nobuyuki Kawashima (川島 將 Kawashima Nobuyuki, sinh ngày 4 tháng 2 năm 1992 ở Tokyo) là một cầu thủ bóng đá người Nhật Bản. Anh thi đấu cho Giravanz Kitakyushu.

## Sự nghiệp thi đấu
Nobuyuki Kawashima gia nhập Tochigi Uva FC năm 2014. Năm 2015, anh chuyển đến Thespakusatsu Gunma. Vào tháng 7 năm 2016, anh chuyển đến Fujieda MYFC.

## Thống kê câu lạc bộ
Cập nhật đến ngày 23 tháng 2 năm 2017.
| Thành tích câu lạc bộ | Thành tích câu lạc bộ | Thành tích câu lạc bộ | Giải vô địch | Giải vô địch | Cúp                   | Cúp                   | Tổng cộng | Tổng cộng |
| Mùa giải              | Câu lạc bộ            | Giải vô địch          | Số trận      | Bàn thắng    | Số trận               | Bàn thắng             | Số trận   | Bàn thắng |
| Nhật Bản              | Nhật Bản              | Nhật Bản              | Giải vô địch | Giải vô địch | Cúp Hoàng đế Nhật Bản | Cúp Hoàng đế Nhật Bản | Tổng cộng | Tổng cộng |
| --------------------- | --------------------- | --------------------- | ------------ | ------------ | --------------------- | --------------------- | --------- | --------- |
| 2014                  | Tochigi Uva FC        | JFL                   | 25           | 0            | 1                     | 0                     | 26        | 0         |
| 2015                  | Thespakusatsu Gunma   | J2 League             | 10           | 0            | 1                     | 0                     | 11        | 0         |
| 2016                  | Thespakusatsu Gunma   | J2 League             | 1            | 0            | –                     | –                     | 1         | 0         |
| 2016                  | Fujieda MYFC          | J3 League             | 12           | 1            | –                     | –                     | 12        | 1         |
| Tổng                  | Tổng                  | Tổng                  | 48           | 1            | 2                     | 0                     | 50        | 1         |